# Loricosaurus scutatus
 Loricosaurus scutatus  es la única especie conocida del género dudoso Loricosaurus (lat. “lagarto con lorica”) de dinosaurio saurópodo titanosauriano, que vivió a finales del período Cretácico, hace aproximadamente 71 millones de años, en el Maastrichtiense. Encontrado en la Provincia de Neuquén, Argentina en la Formación Río Colorado o Formación Allen. Debido a la presencia de armadura, en un principio se pensó que se trataba de un anquilosáurido, pero hoy de lo considera un titanosáurido con armadura. La armadura de Loricosaurus ha causado cierta controversia. Cuando Huene lo describió por primera vez, consideró que era de un anquilosaurio. Más tarde, se descubrió que no pertenecía a los anquilosaurios, sino que pertenecía a los titanosaurios. Considerado sinónimo de Neuquensaurus o de Saltasaurus. En 1929, von Huene describió Loricosaurus basado en algunos osteodermos de armadura encontrados en Argentina . La especie tipo, Loricosaurus scutatus, ahora se considera posiblemente un sinónimo de Neuquensaurus.